# Midville, Lincolnshire
Midville är en ort och civil parish i Storbritannien.   Den ligger i grevskapet Lincolnshire och riksdelen England, i den sydöstra delen av landet, 180 km norr om huvudstaden London. Midville ligger 2 meter över havet och antalet invånare är 147.
Terrängen runt Midville är platt. Runt Midville är det ganska tätbefolkat, med 120 invånare per kvadratkilometer. Närmaste större samhälle är Boston, 14,2 km söder om Midville. Trakten runt Midville består till största delen av jordbruksmark.